# 朱鹏凯
朱鹏凯（1987年3月21日—），中国残奥会运动员，主要参与F12标枪竞技。
朱鹏凯不得不退出在本土举办的2008年夏季残奥会的五项全能比赛，但成功在家乡支持者面前取得F11/F12标枪金牌。